# Ilie Savu
Ilie Savu (Cornăţelu, 9 de janeiro de 1920 - Bucareste, 16 de novembro de 2010) foi um futebolista romeno que atuava como goleiro e foi o primeiro goleiro do clube Steaua Bucureşti.